# NewtonScript
NewtonScript是为了在牛顿平台上写程序而创建的一种基于原型编程语言。它受到Self程序设计语言的强烈影响，并修改为更满足移动和嵌入式设备的需要。